# Ecnomina viatica
Ecnomina viatica là một loài Trichoptera trong họ Ecnomidae. Chúng phân bố ở miền Australasia.